# Liste der Monuments historiques in Poëzat
Die Liste der Monuments historiques in Poëzat führt die Monuments historiques in der französischen Gemeinde Poëzat auf.

## Liste der Bauwerke
| Bezeichnung      | Beschreibung              | Standort | Kennzeichnung | Schutzstatus | Datum | Bild           |
| ---------------- | ------------------------- | -------- | ------------- | ------------ | ----- | -------------- |
| Kirche St-Julien | Erbaut im 12. Jahrhundert | (Lage)   | PA00093253    | Inscrit      | 1935  | weitere Bilder |